# Homaloptera rupicola
Homaloptera rupicola är en fiskart som först beskrevs av Prashad och Mukerji 1929.  Homaloptera rupicola ingår i släktet Homaloptera och familjen grönlingsfiskar. IUCN kategoriserar arten globalt som livskraftig. Inga underarter finns listade i Catalogue of Life.